# 安巴圖菲南德拉哈納區
安巴圖菲南德拉哈納區，是馬達加斯加的行政區，位於該國中部，由阿莫羅尼馬尼亞區負責管轄，首府設於安巴圖菲南德拉哈納，面積10,321平方公里，2013年人口155,470，人口密度每平方公里15人。